# Дженні Ранк
Дженні Ранк (англ. Jennie Runk; нар. 13 червня 1989) — американська модель у категорії plus-size. Стала відома тим, що з'явилася в рекламній кампанії «H&M» наприкінці квітня 2013 року. Її зріст 178 см, вага — 77 кг.

## Біографія
Дженні Ранк народилася 13 червня 1989 року у штаті Джорджія, США. Згодом сім'я переїхала в Честерфілд у штаті Міссурі. У школі була скаутом, активно займалися зоозахисною діяльністю, була волонтером в центрі для безпритульних кішок Open Door Animal Sanctuary. Там її у 2002 році помітила Мері Кларк з «Mother Model Management». Кар'єра дівчини почалася з підписання контракту з Нью-Йоркським агентством «Wilhelmina Models» у березні 2004 року, на той момент їй було 15 років. Пізніше вона перейшла в інше агентство, у Ford models. У 2005 році в американському «Vogue». Дівчина з'являлася ще в Cosmo Girl в лютому 2006 року, «Marie Claire» в жовтні 2007 року, в декількох статтях журналу Seventeen і на сторінках журналу «Glamour» у листопаді 2009 року. У Дженні брали інтерв'ю для журналу «Vogue Italia». У 2011 році отримала ступінь бакалавра мистецтва у Коледжі Стівенсона та переїхала у Нью-Йорк.
Дженні Ранк була участь в кампанії «H & M Summer 2013». Фотосесія принесла славу та успіх моделі. Згодом брала участь в різних фотосесіях від Abercrombie & Fitch, Darling Magazine, Marina Rinaldi, Marie France та інших.
|  | Люди припускають, що «плюс» прирівнюється до товстухи, що в свою чергу прирівнюється до потворності. Це абсолютний абсурд, адже багато жінок, які вважаються «плюсовими», насправді відповідають середньому розміру США Оригінальний текст (англ.) People assume "plus" equates to fat, which in turn equates to ugly. This is completely absurd because many women who are considered plus-sized are actually in line with the American national average |

## Особисте життя
Дженні Ранк живе у Нью-Йорку; вона власниця одноокої кішки Жасмін. З грудня 2017 року Дженні перебуває в одностатевому шлюбі з Андрією Май-Корсіні.